# Пол Девіс (футболіст, 1961)
Пол Девіс (англ. Paul Vincent Davis, нар. 9 грудня 1961, Лондон) — англійський футболіст, що грав на позиції півзахисника, насампереж за лондонський «Арсенал».
Дворазовий чемпіон Англії. Дворазовий володар Кубка англійської ліги. Володар Кубка Кубків УЄФА.

## Ігрова кар'єра
У дорослому футболі дебютував 1978 року виступами за команду клубу «Арсенал», в якій провів сімнадцять сезонів, взявши участь у 351 матчі чемпіонату. Більшість часу, проведеного у складі лондонського «Арсенала», був основним гравцем команди. За цей час двічі виборював титул чемпіона Англії, ставав володарем Кубка Кубків УЄФА.
1995 року провів одну гру за норвезький «Стабек».
Завершив професійну ігрову кар'єру у клубі «Брентфорд», за команду якого виступав протягом 1995—1996 років.

## Титули і досягнення
- Чемпіон Англії (2):

«Арсенал»: 1988–89, 1990–91
- Володар Кубка англійської ліги (2):

«Арсенал»: 1986–87, 1992–93
- Володар Кубка Кубків УЄФА (1):

«Арсенал»: 1993–1994